# Чишмеле (Галац)
Чишмеле (рум. Cișmele) насеље је у Румунији у округу Галац у општини Смардан. Oпштина се налази на надморској висини од 59 m.

## Становништво
Према подацима из 2002. године у насељу је живело 1261 становника, од којих су сви румунске националности.